# Anguloa brevilabris
Anguloa brevilabris là một loài thực vật có hoa trong họ Lan. Loài này được Rolfe mô tả khoa học đầu tiên năm 1915.

## Hình ảnh

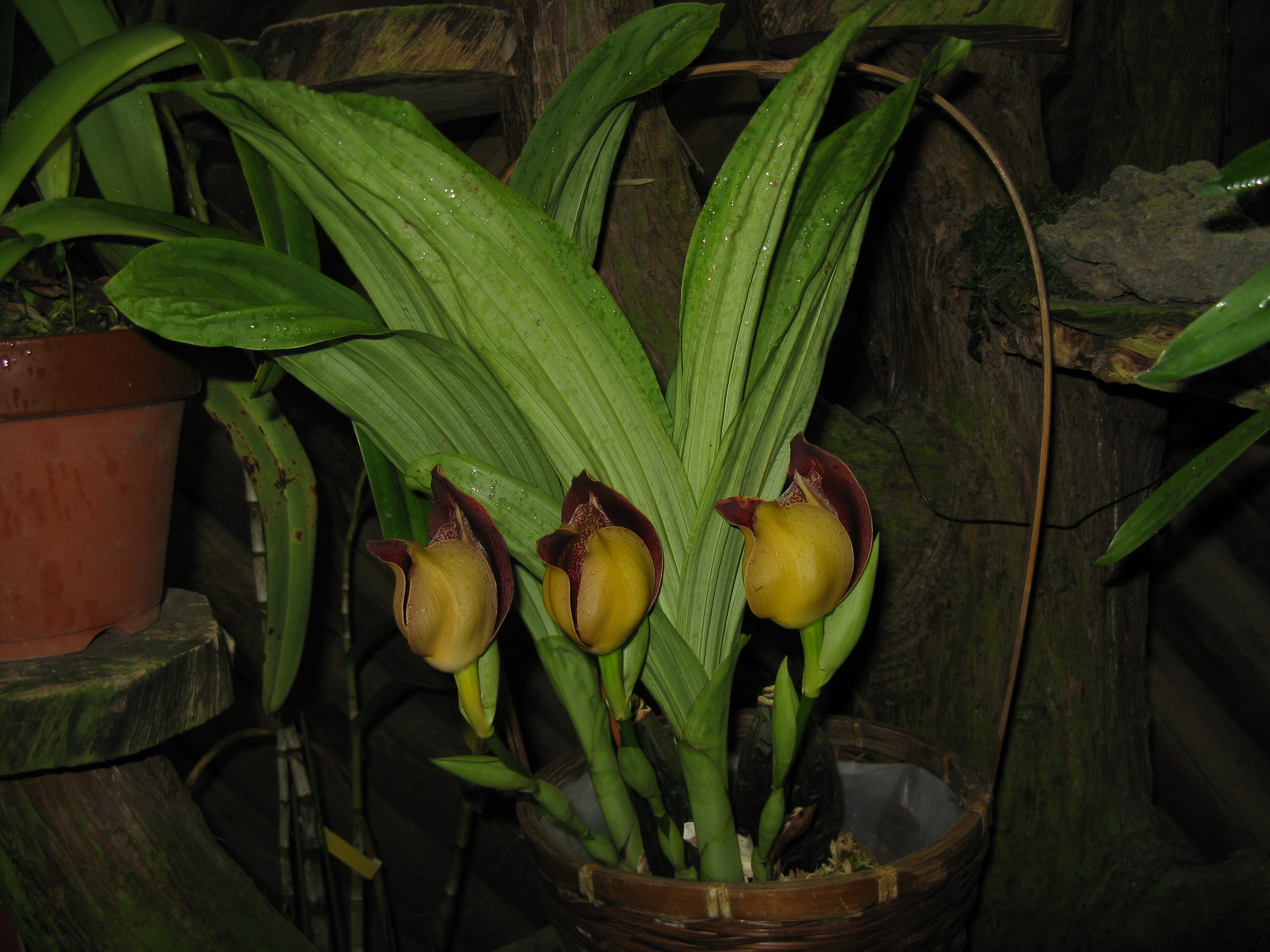